# Lutz Seiler
Lutz Seiler (Gera, 1963. június 8. –) német író. Kezdetben elsősorban költőként tűnt fel. Kruso című debütáló regényéért 2014-ben megkapta a Német Könyvdíjat. 2020-ban Stern 111 című regényéért megkapta a Lipcsei Könyvvásár díját. 2023-ban Büchner-díjjal tüntették ki.

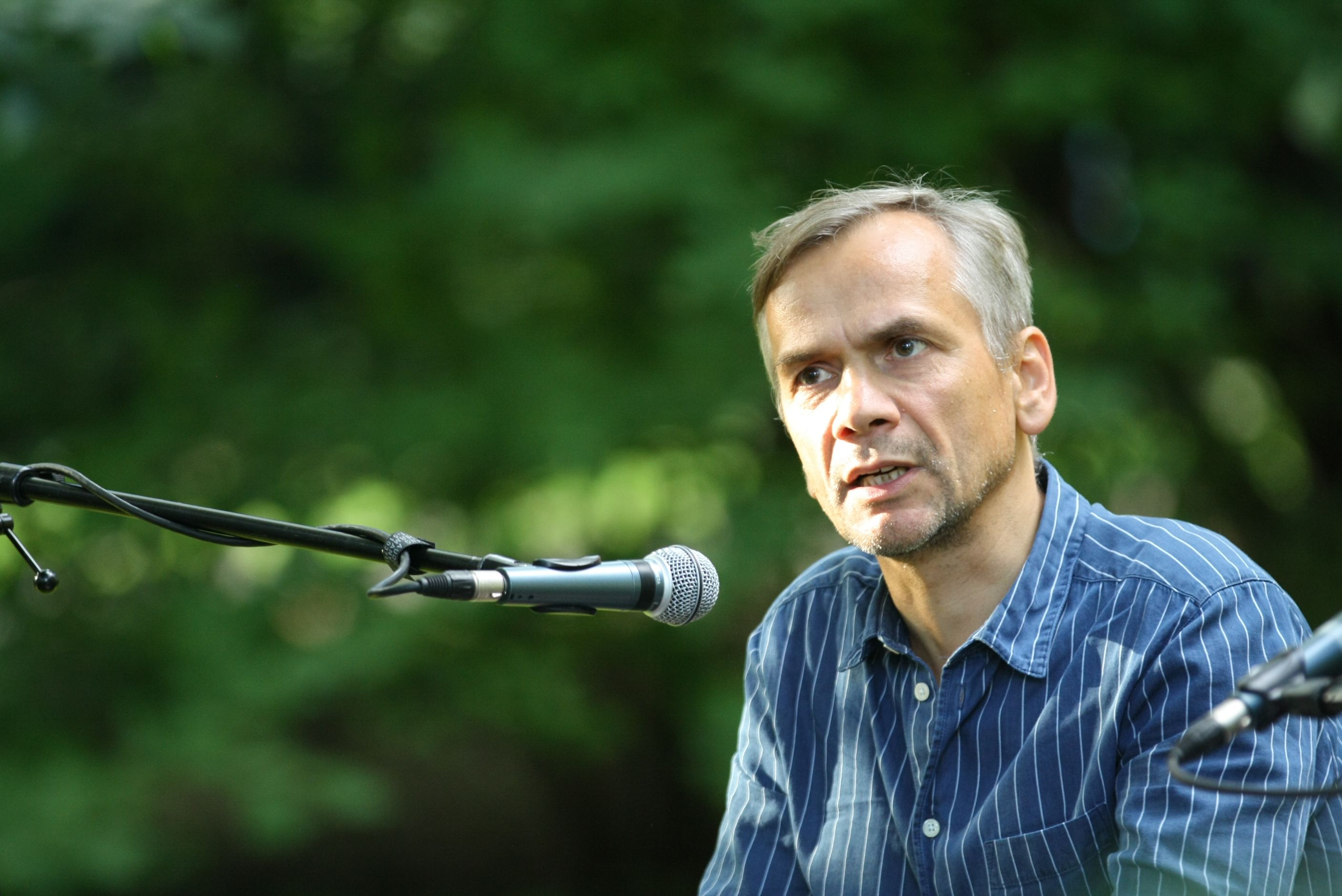
Lutz Seiler bemutatja Kruso című regényét az Erlangeni Költészeti Fesztiválon 2014-ben

## Élete
Lutz Seiler Kelet-Türingiában nőtt fel. Szülőfaluja, Culmitzsch 1968-ban az SDAG Wismut uránércbányászati tevékenysége miatt elpusztult. A család Korbußenbe költözött, amíg Gera-Langenbergben új lakást nem kaptak. Itt Seiler a "Bruno Kühn" szakközépiskolába járt. Gerában érettségivel építőipari szakmunkásként szakképesítést szerzett, és ácsként és kőművesként dolgozott. Az alapkatonai szolgálatot a Nemzeti Néphadseregben teljesítette Merseburgban.
Ez idő alatt kezdett érdeklődni az irodalom iránt, és maga is írni kezdett. 1989 nyarán Seiler tanulói idénymunkásként dolgozott Hiddensee szigetén, ezt az élményt később Kruso című debütáló regényében használta fel. 1990 elejéig a Halle (Saale) Luther Márton Tudományegyetemen tanult történelmet és germanisztikát (többek között Rüdiger Bernhardtnál). 1990-ben, a berlini fal leomlása után Seiler Berlinbe költözött, ahol néhány évig pincérként dolgozott. 1993 és 1998 között az általa alapított Moosbrand irodalmi folyóirat társszerkesztője volt. 1997-ben átvette a Potsdam melletti Wilhelmshorstban található Peter Huchel-ház irodalmi programjának vezetését. 2004/2005-ben a lipcsei Német Irodalmi Intézet vendégprofesszora volt.
Seiler szabadúszó íróként Stockholmban él. Három gyermeke van, és 2009 óta egy svéd germanista felesége.
Seiler 2005 óta tagja a németországi PEN Központnak, 2007 áprilisa óta a Mainzi Tudományos és Irodalmi Akadémia, 2010 óta pedig a Bajor Képzőművészeti Akadémia, a Szász Művészeti Akadémia és a Berlini Művészeti Akadémia tagja. 2011-ben a Német Nyelv- és Költészeti Akadémia tagjává választották. Seiler a Los Angeles-i Villa Aurora és a római Villa Massimo Német Akadémia vendége volt. 2015-ben Laubsäge und Scheinbrücke. Aus der Vorgeschichte des Schreibens (Lombfűrész és álhíd. Az írás őskorából) mottóval átvette a heidelbergi költészeti előadásokat.
2007-ben a Turksib című történetéért Ingeborg Bachmann-díjjal tüntették ki. Die Zeitwaage című novelláskötetét 2010-ben a Lipcsei Könyvvásár díjára jelölték. Kruso című debütáló regényéért, amely 2014 szeptemberében jelent meg, megkapta a Német Könyvdíjat. A regényt 22 nyelvre fordították le, többször színházi adaptációban is játszották, és az UFA filmet készített belőle. 2020-ban Stern 111 című regényéért megkapta a Lipcsei Könyvvásár díját "Szépirodalom" kategóriában. 2023-ban megkapta a Konrad Adenauer Alapítvány 20 000 euróval dotált irodalmi díját a munkásságáért. 2023-ban a Konrad Adenauer Alapítvány irodalmi díját kapta meg.
2023-ban megkapta a Német Nyelv- és Költészeti Akadémia Büchner-díját. Az 50 000 euróval dotált díj az egyik legfontosabb a német irodalmi életben. Lutz Seiler azon kevés szerzők közé tartozik, aki egyszerre nyerte el a Georg Büchner-díjat és a Lipcsei Könyvvásár díját.

## Művei
- berührt / geführt – versek, Oberbaum Verlag, Chemnitz 1995.
- pech & blende – versek, Suhrkamp Verlag, Frankfurt am Main 2000, ISBN 978-3-518-12161-0
- Heimaten – Anne Duden(wd) és Farhad Showghi(wd) közreműködésével, Wallstein Verlag, Göttingen 2001, ISBN 978-3-89244-464-0
- Hubertusweg – három vers, Verlag Ulrich Keicher, Warmbronn 2001.
- vierzig kilometer nacht – versek, Suhrkamp Verlag, Frankfurt am Main 2003, ISBN 978-3-518-41457-6
- Sonntags dachte ich an Gott – esszék, Suhrkamp Verlag, Frankfurt am Main 2004, ISBN 978-3-518-12314-0
- Die Anrufung – esszé, Verlag Ulrich Keicher, Warmbronn 2005.
- Turksib – két novella, Suhrkamp Verlag, Frankfurt am Main 2008, ISBN 978-3-518-41968-7
- Die Zeitwaage – novellák, Suhrkamp Verlag, Frankfurt am Main 2009, ISBN 978-3-518-42115-4
- Aranka – vers és kommentár, Verlag Ulrich Keicher, Warmbronn 2010.
- In die Mark – versek, Stefan Knechtel eredeti fametszeteivel, szerk. Bettina Haller, Sonnenberg-Presse, Chemnitz 2011.
- im felderlatein – versek, Suhrkamp Verlag, Berlin 2010, ISBN 978-3-518-42169-7
- Im Kieferngewölbe. Peter Huchel und die Geschichte seines Hauses. – Peter Waltherrel és Hendrik Röderrel, Lukas Verlag, Berlin 2012, ISBN 978-3-86732-142-6
- Im Kinobunker – Elbeszélés, Verlag Ulrich Keicher, Warmbronn 2012.
- Kruso(wd) Regény, Suhrkamp Verlag, Berlin 2014, ISBN 978-3-518-42447-6
- Die römische Saison – két esszé, Max P. Häring rajzaival, Topalian & Milani Verlag, Ulm 2016, ISBN 978-3-946423-03-4
- Am Kap des guten Abends – nyolc képes történet, Insel Verlag, Berlin 2018 (Insel-Bücherei 1455), ISBN 978-3-458-19455-2
- Stern 111(wd) – regény, Suhrkamp Verlag, Berlin 2020, ISBN 978-3-518-42925-9[27]
- Laubsäge und Scheinbrücke. Aus der Vorgeschichte des Schreibens. – heidelbergi előadások a poétikáról, szerkesztette Friederike Reents, Heidelberg 2020, ISBN 978-3-8253-6980-4
- schrift für blinde riesen – versek, Suhrkamp Verlag, Berlin 2021, ISBN 978-3-518-43000-2

### Magyarul
- Krúzó (Kruso) –  Európa, Budapest, 2017 · ISBN 9789634057451 · Fordította: Győri László

## Kitüntetései
- 1999: Kranichsteiner Literaturpreis
- 2000: Lyrikpreis Meran
- 2000: Dresdner Lyrikpreis[28]
- 2002: Anna-Seghers-Preis
- 2003: Ernst-Meister-Preis für Lyrik[29]
- 2003: Stipendium der Villa Aurora in Los Angeles
- 2004: Bremer Literaturpreis
- 2005: Preis der SWR-Bestenliste
- 2007: Ingeborg-Bachmann-Preis
- 2009: Harald-Gerlach-Literaturstipendium des Landes Thüringen
- 2010: Nominierung zum Preis der Leipziger Buchmesse mit Die Zeitwaage
- 2010: Deutscher Erzählerpreis (für Die Zeitwaage)[30]
- 2010: Fontane-Literaturpreis der Stadt Neuruppin (für Die Zeitwaage)
- 2011: Stipendium der Deutschen Akademie Rom Villa Massimo
- 2012: Christian-Wagner-Preis
- 2012: Rainer-Malkowski-Preis (geteilt)
- 2014: Mainzer Poetikdozentur
- 2014: Uwe-Johnson-Preis (für Kruso)[31]
- 2014: Deutscher Buchpreis (für Kruso)
- 2015: Marie Luise Kaschnitz-Preis[32]
- 2015: Heidelberger Poetikdozentur der Ruprecht-Karls-Universität
- 2017: Thüringer Literaturpreis[33]
- 2020: Preis der Leipziger Buchmesse in der Kategorie „Belletristik“ (für Stern 111)
- 2020: Kakehashi-Literaturpreis 2020 (für Kruso)
- 2022: Gastprofessur am Forschungsverbund „Diktaturerfahrung und Transformation“ der Friedrich-Schiller-Universität Jena
- 2023: Literaturpreis der Konrad-Adenauer-Stiftung[34]
- 2023: Bertolt-Brecht-Preis[35]
- 2023: Bamberger Poetikprofessur[36]
- 2023: Georg-Büchner-Preis[37][38]

## Fordítás
- Ez a szócikk részben vagy egészben  a   Lutz Seiler című német Wikipédia-szócikk fordításán alapul.  Az eredeti cikk szerkesztőit annak laptörténete sorolja fel. Ez a jelzés csupán a megfogalmazás eredetét és a szerzői jogokat jelzi, nem szolgál a cikkben szereplő információk forrásmegjelöléseként.